# 50 jaar na dato
50 jaar na dato in het Overijsselse Borne is een oorlogsmonument dat dateert uit 1993 naar ontwerp van oud-kampgevangene Ralph Prins (1926-2015). Het monument is gelegen aan de Parallelweg en bestaat uit een bakstenen gedenkmuur.
Het monument staat tegenover het Station Borne vanwaar het overgrote Joodse deel van Borne, dat bestond uit 117 inwoners, naar vernietigingskamp Sobibór is weggevoerd en vermoord in 1943. Op 29 september 1993 vond de onthulling plaats door Commissaris van de Koningin in Overijssel Jan Hendrikx.
De tekst op deze muur is: Wie één mens redt redt de hele wereld. Op het bordje linksonder staat: "Het door Ralph Prins ontworpen en in 1993 onthulde monument verbeeldt enerzijds de Jodenvervolging tijdens de Tweede Wereldoorlog, maar anderzijds ook de mensen die in deze wereld worden afgewezen, verjaagd of vermoord omdat ze 'anders' zijn naar etnische herkomst, geloof, huidskleur of politieke overtuiging. Het is bedoeld als waarschuwing tegen herhaling en als wegwijzer naar een hoopvoller toekomst."